# Ruslan Bichan
Ruslan Bichan –en bielorruso, Руслан Бічан– es un deportista bielorruso que compitió en piragüismo en la modalidad de aguas tranquilas. Ganó una medalla de plata en el Campeonato Mundial de Piragüismo de 2007, y dos medallas en el Campeonato Europeo de Piragüismo, oro en 2008 y plata en 2007.

## Palmarés internacional
| Campeonato Mundial | Campeonato Mundial   | Campeonato Mundial | Campeonato Mundial |
| Año                | Lugar                | Medalla            | Competición        |
| ------------------ | -------------------- | ------------------ | ------------------ |
| 2007               | Duisburgo (Alemania) | Medalla de plata   | K4 500 m           |
| Campeonato Europeo |                      |                    |                    |
| Año                | Lugar                | Medalla            | Competición        |
| 2007               | Pontevedra (España)  | Medalla de plata   | K4 500 m           |
| 2008               | Milán (Italia)       | Medalla de oro     | K4 200 m           |